# Вук Вукославић Хрватинић
Вук Вукославић Хрватинић (умро после 1351.) је био великаш из Доњих Краја. Заједно са братом Павлом управљао је областима жупа Бањице и Врбање (са градовима Котор и Кључ) наследивши свога оца Вукослава. Истакао се у ратовима против српског владара Душана (1329. и 1350. године).

## Породица
Вук је припадао великашкој породици Хрватинића која је крајем 13. века овладала босанском земљом Доњи Краји. Његов деда Хрватин, родоначелник Хрватинића, био је вазал брибирских кнезова Шубића. Вуков отац звао се Вукослав. Управљао је жупама Бањицом и Врбањом са градом Котором и Кључем. Вукослав је имао тројицу синова: Вука, Влатка и Павла.

## Биографија
Вук се истакао војничком вештином у првим годинама након пада Младена II и доласка Стефана II Котроманића на власт. Босански бан га помиње у својој последњој повељи, издатој 1351. године. Из ове повеље се види да је Вук учествовао на страни бана Стефана у борбама против кнеза Нелипца који је запосео град Висући на Цетини. Вук је Нелипцу преотео Триљски Брод што је бану Стефану помогло да поврати изгубљени град Висући. Вук се истакао у рату босанског бана против Српске краљевине. Стефан је, користећи се заузетошћу Стефана Дечанског у рату са Византијом и Бугарском, напао западне границе српске државе (Полимље и Травунију). Млади краљ Душан успео је да потисне чете босанског бана. Стефан је једва извукао живу главу из битке. Спасла га је интервенција Вука Вукославића који му је, не обазирући се на опасност, притекао у помоћ и дао свог коња.
Вук се истакао и у рату са Душаном из 1350. године. Византијски цар Јован Кантакузин био је болестан те је Душан искористио затишје у рату са Византијом да прошири границе своје државе на западу. Српски цар заузима град Нови и продире до Крке. Међутим, напад Јована Кантакузина на Бер приморао га је да своју војску повуче из Хумске земље на југ државе. У Хумској земљи оставио је мање одреде које је бан лако истерао. Град Нови бан је повратио уз Вукову помоћ. За узврат, бан Стефан је, као "господин свих босанских земаља и Усоре и Хумске земље и Доњих Краја" издао повељу којом је Вуку и његовом брату Павлу потврдио баштинске поседе у жупама Бањици и Врбањи. Вук се више не помиње у изворима, а његов брат Павле се помиње још једном, у повељи бана Твртка из 1367. године.

## Породично стабло
|  |                            |  |  |  |  |  |  |  |  |  |  |  |  |  |  |  |
|  | Стјепан (кнез Доњих Краја) |  |  |  |  |  |  |  |  |  |  |  |  |  |  |  |
|  |                            |  |  |  |  |  |  |  |  |  |  |  |  |  |  |  |
|  |                            |  |  |  |  |  |  |  |  |  |  |  |  |  |  |  |
|  | Хрватин Стјепанић          |  |  |  |  |  |  |  |  |  |  |  |  |  |  |  |
|  |                            |  |  |  |  |  |  |  |  |  |  |  |  |  |  |  |
|  |                            |  |  |  |  |  |  |  |  |  |  |  |  |  |  |  |
|  | Вукослав Хрватинић         |  |  |  |  |  |  |  |  |  |  |  |  |  |  |  |
|  |                            |  |  |  |  |  |  |  |  |  |  |  |  |  |  |  |
|  |                            |  |  |  |  |  |  |  |  |  |  |  |  |  |  |  |
|  | Вук Вукославић             |  |  |  |  |  |  |  |  |  |  |  |  |  |  |  |
|  |                            |  |  |  |  |  |  |  |  |  |  |  |  |  |  |  |
|  |                            |  |  |  |  |  |  |  |  |  |  |  |  |  |  |  |